# 觅食

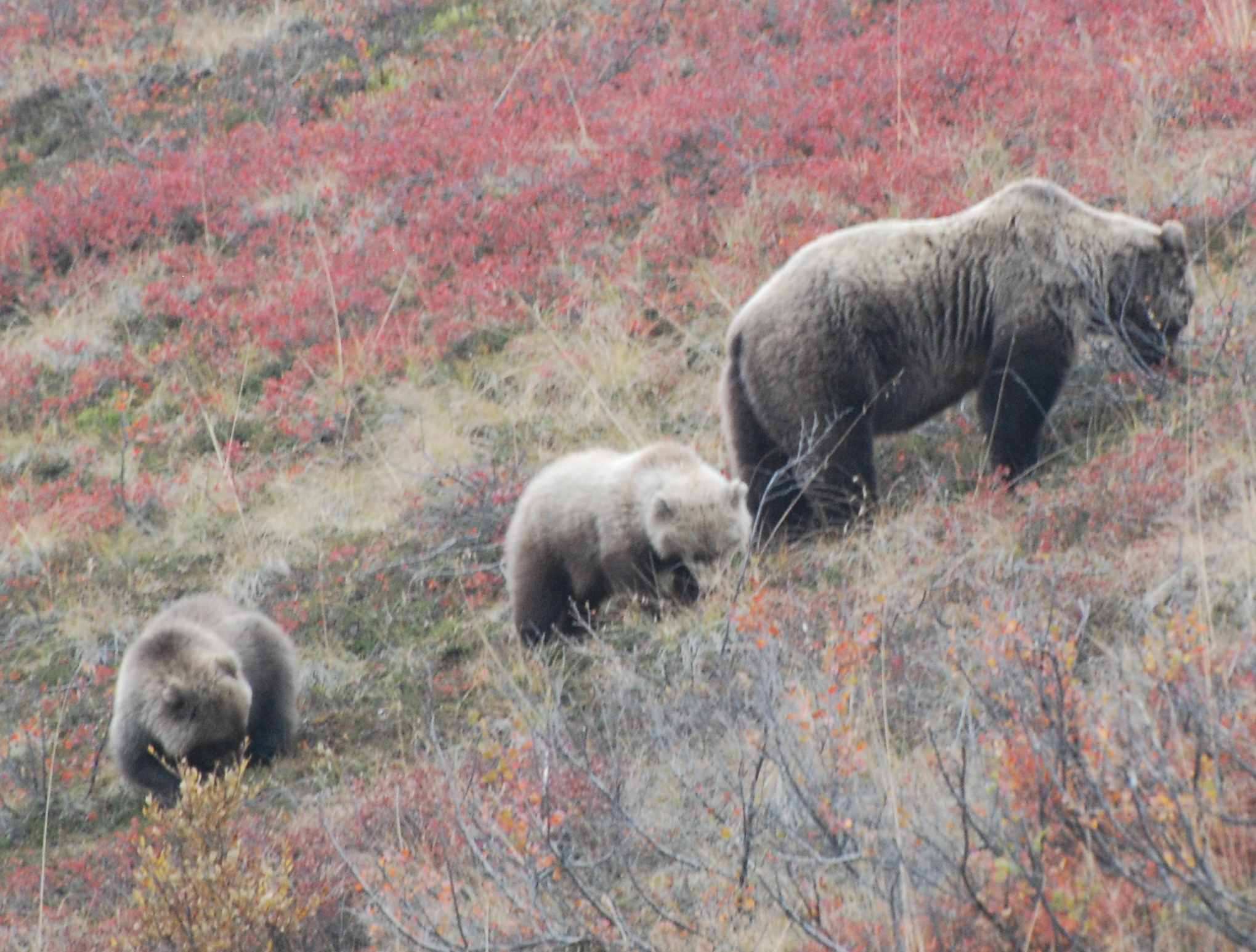
美国阿拉斯加迪纳利国家公园的母灰熊（Ursus arctos horribilis）带领幼崽觅食

觅食（foraging）是野生动物寻找食物的行为，同時為影响其生存概率和生殖成就的重要因素。而最优觅食理论（optimal foraging theory）為行为生态学中为了理解动物适应环境的重要模型。